# (100390) 1995 WK13
(100390) 1995 WK13 es un asteroide perteneciente al cinturón de asteroides, descubierto el 16 de noviembre de 1995 por el equipo del Spacewatch desde el Observatorio Nacional de Kitt Peak, Arizona, Estados Unidos.

## Designación y nombre
Designado provisionalmente como 1995 WK13.

## Características orbitales
1995 WK13 está situado a una distancia media del Sol de 2,286 ua, pudiendo alejarse hasta 2,606 ua y acercarse hasta 1,966 ua. Su excentricidad es 0,139 y la inclinación orbital 6,076 grados. Emplea 1263 días en completar una órbita alrededor del Sol.

## Características físicas
La magnitud absoluta de 1995 WK13 es 16,2.